# 少年黄飞鸿
《少年黄飞鸿》是广州民营影视特技制作公司在1996年至2000年间完成制作的动画，全36集，分为《成长篇》、《威震篇》、《勇闯篇》三部。改编自黄飞鸿的历史。故事讲述黄飞鸿小时候备受欺负，然后被十三姨鼓励下拜苏乞儿为师学武。动画有二维和三维相结合。